# James Dewey Watson
Pour les articles homonymes, voir James Watson (homonymie) et Watson.
James Dewey Watson, né le 6 avril 1928 à Chicago, est un généticien et biochimiste américain.
En 1953, il co-écrit avec Francis Crick le document académique proposant la structure en double hélice de la molécule d'ADN. Watson, Crick et Maurice Wilkins ont reçu le prix Nobel de physiologie ou médecine 1962 « pour leurs découvertes concernant la structure moléculaire des acides nucléiques et son importance pour le transfert d'informations dans le matériel vivant ».
James Watson s'approprie la découverte fondamentale de la chercheuse Rosalind Franklin, la structure en double hélice de l'ADN, en se faisant communiquer les travaux de cette dernière à son insu. En 1962, il fait ensuite la découverte du G-quadruplex.
De 1956 à 1976, Watson est membre du corps professoral du département de biologie de l'université Harvard, où il encourage la recherche en biologie moléculaire. À partir de 1968, il est directeur du Cold Spring Harbor Laboratory (CSHL), augmentant considérablement son niveau de financement et de recherche. Au CSHL, il réoriente ses recherches vers l'étude du cancer et en fait un centre de recherche de premier plan en biologie moléculaire.
En 1994, il est nommé président et sert pendant 10 ans, puis chancelier, jusqu'à sa démission en 2007 après avoir fait des commentaires affirmant un lien génétique entre l'intelligence et la race. Entre 1988 et 1992, Watson a été associé aux National Institutes of Health, aidant à établir le projet du génome humain.
Watson a écrit de nombreux ouvrages scientifiques, dont le manuel Molecular Biology of the Gene (1965) et son best-seller The Double Helix (1968).
En janvier 2019, après la diffusion d'un documentaire télévisé dans lequel Watson a répété son point de vue sur la race et la génétique, le CSHL révoque les titres honorifiques qu'elle lui avait décernés et rompt tout lien avec lui.

## Petite enfance et éducation
James D. Watson est né à Chicago le 6 avril 1928, fils unique de Jean née Mitchell et de James D. Watson, un homme d'affaires. Élevé catholique, il s'est décrit plus tard comme « un évadé de la religion catholique ».
Watson grandit dans les quartiers sud de Chicago (South Side) et fréquente des écoles publiques. Il est fasciné par l'observation des oiseaux, un passe-temps partagé avec son père. De ce fait, il envisage de se spécialiser en ornithologie. Watson fait une apparition sur Quiz Kids, une émission de radio populaire qui mettait des jeunes gens doués au défi en leur posant questions. Grâce à la politique libérale du président de l'université, Robert Hutchins, il peut s'inscrire à l'université de Chicago, où il reçoit une bourse d'études, à l'âge de 15 ans.
Après avoir lu le livre d'Erwin Schrödinger, What is Life? en 1946, Watson change ses ambitions professionnelles de l'étude de l'ornithologie à la génétique. Il obtient son bachelor degree (4 ans d'études supérieures) en zoologie de l'université de Chicago en 1947. Dans son autobiographie, Évitez les gens ennuyeux, Watson décrit cette université de Chicago comme une « institution universitaire idyllique où il lui a été inculqué la capacité de pensée critique et une contrainte éthique de ne pas souffrir les imbéciles qui entravaient sa recherche de la vérité » ", contrairement à sa description d'expériences ultérieures.
En 1947, Watson quitta l'université de Chicago pour devenir étudiant diplômé de l'université de l'Indiana, attiré par la présence à Bloomington du lauréat du prix Nobel Hermann Joseph Muller en 1946 qui, dans des articles cruciaux publiés en 1922, 1929 et dans les années 1930, avait présenté toutes les propriétés de base de la molécule d'hérédité que Schrödinger décrit dans son livre de 1944. Il obtient son doctorat en 1950 ; Salvador Luria est son directeur de thèse.

## Co-découvreur de la structure de l'ADN
À l'origine, Watson a été formé à la biologie moléculaire par les travaux de Salvador Luria. Luria a finalement partagé le prix Nobel de physiologie ou médecine de 1969 pour ses travaux sur l'expérience de Luria-Delbrück, qui concernaient la nature des mutations génétiques.
Ensuite, sur les conseils d'un professeur, il se rend à Copenhague pour s'initier aux méthodes de la biochimie. La même année, il assiste à Naples à un congrès et y rencontre Maurice Wilkins qui présente les premiers clichés de diffraction des rayons X de l'ADN. C'est l'époque où l'on suggère que l'ADN est le support de l'information génétique, alors que l'on croyait que les gènes étaient de nature protéique.
James Watson, qui a vingt-trois ans, s'attaque alors à la structure des acides nucléiques. À l'automne de 1951, il vient à Cambridge, au laboratoire de cristallographie, et rejoint un groupe de chimistes et de cristallographes de renom. Il commence à étudier l'ARN et montre qu'il a une structure hélicoïdale. Puis, il s'attache à élucider la structure de l'ADN. Les deux clés de ce problème seront : d'une part, la structure hélicoïdale ; d'autre part, l'observation que la molécule d'ADN est composée de quatre bases puriques et pyrimidiques (A, T, G, et C), et que les deux paires de bases A-T et G-C ont des structures complémentaires sur le plan stérique. Cette nouvelle notion, ajoutée à celle d'une structure hélicoïdale, permet à Watson et Crick d'élaborer un modèle de structure en double hélice. Cette découverte n'aurait pu se faire sans les clichés de diffraction aux rayons X effectués par Rosalind Franklin et communiqués à son insu à Watson par Wilkins.
Watson et Crick sont guidés vers leur découverte par celle — partiellement erronée — de Linus Pauling sur la structure hélicoïdale de la molécule d'ADN et par celle d'Erwin Chargaff sur les bases puriques et pyrimidiques.
En mai 1952, Franklin et Wilkins n'arrivent pas à se mettre d'accord afin de savoir qui doit travailler sur le projet de l’ADN. Pour avancer dans leurs recherches, Watson et Crick se mettent à chercher à savoir si Franklin a découvert d’autres informations scientifiques sur la structure de l’ADN qu'elle n'aurait pas communiquées. Afin de prendre connaissance de ces possibles informations, ils contactent un proche au Conseil de la recherche médicale, l'organisation britannique qui prend en charge le coût des travaux de Franklin. En fin d'année, l'organisme leur envoie en réponse un rapport censé être confidentiel de tout ce qu'elle a trouvé[réf. à confirmer].
À travers la lecture de ce rapport, ils remarquent alors que Franklin a avancé dans son interprétation de l’image B 51, une image de diffraction de rayons X qui confirme la distance de 0,34 nanomètre entre les bases de l’ADN, et qu'un tour d'hélice est composé de 10 bases avec comme diamètre pour la molécule 2 nanomètres. Les hypothèses avancées dans ce rapport sont considérables et permettent à Watson et Crick de trouver la structure finale de l’ADN qu'ils publient dans Nature, le 25 avril 1953,,.
La revue publie trois articles, respectivement de Watson et Crick, de Maurice Wilkins et de Rosalind Franklin. L'article de Watson et Crick, écrit sur une seule page en un langage clair et précis, qui plus est renforcé par le schéma de la double hélice, emporte l'adhésion de la communauté scientifique. Le retentissement de la publication est d'emblée très important. Grâce à la cristallographie, Wilkins confirme immédiatement la structure de l'ADN modélisée par Watson et Crick : en mai 1953 un second article paraît qui vient ancrer ce nouveau modèle,.
Dans leur article, ils citent le travail des chercheurs qui ont également contribué à cette découverte. Cependant, ils ne parlent pas de Franklin pour les éléments importants que ses recherches ont amené à leur article final, car ils ont obtenu ces éléments sans sa permission. C'est pour cette raison qu'ils sont critiqués pour un comportement jugé non éthique. Ils finissent néanmoins par reconnaître l’apport de Rosalind Franklin à la découverte qui a fait leur renommée en guise de réponse à la critique.
Cette découverte, l'un des événements scientifiques majeurs du XXe siècle, a bouleversé la biochimie et ouvert la voie à une discipline nouvelle, la biologie moléculaire. Le prix Nobel de médecine fut décerné en octobre 1962 à James Watson ainsi qu'à Maurice Wilkins et Francis Crick, ses compagnons de recherche.
Devenu professeur de biologie à Harvard en 1961, Watson s'intéresse ensuite à une enzyme : l'ARN polymérase qui synthétise l'ARN messager à partir de l'ADN.

## Postes universitaires et scientifiques
À partir 1968, Watson est à la direction du Cold Spring Harbor Laboratory, situé sur l'île de Long Island dans l'État de New York et à proximité duquel il établit sa résidence en 1974. À partir de 1994, la direction du centre est assurée par Bruce Stillman qui, en 2003, remplace au poste de président Watson nommé chancelier.
Watson est directeur du projet génome humain de 1988 à 1992. Il quitte ce poste à la suite d'un différend avec l'organisme de tutelle, les NIH, portant sur son refus de voir breveter les séquences du génome humain. Néanmoins, en reconnaissance de son œuvre scientifique, il devient le premier être humain dont l'intégralité du génome est séquencé. Il reçoit lors d'une cérémonie le 31 mai 2007, un DVD portant son génotype qu'il a depuis fait mettre en accès libre sur son site web.
James Watson est lauréat de la médaille Copley en 1993.

## Polémiques

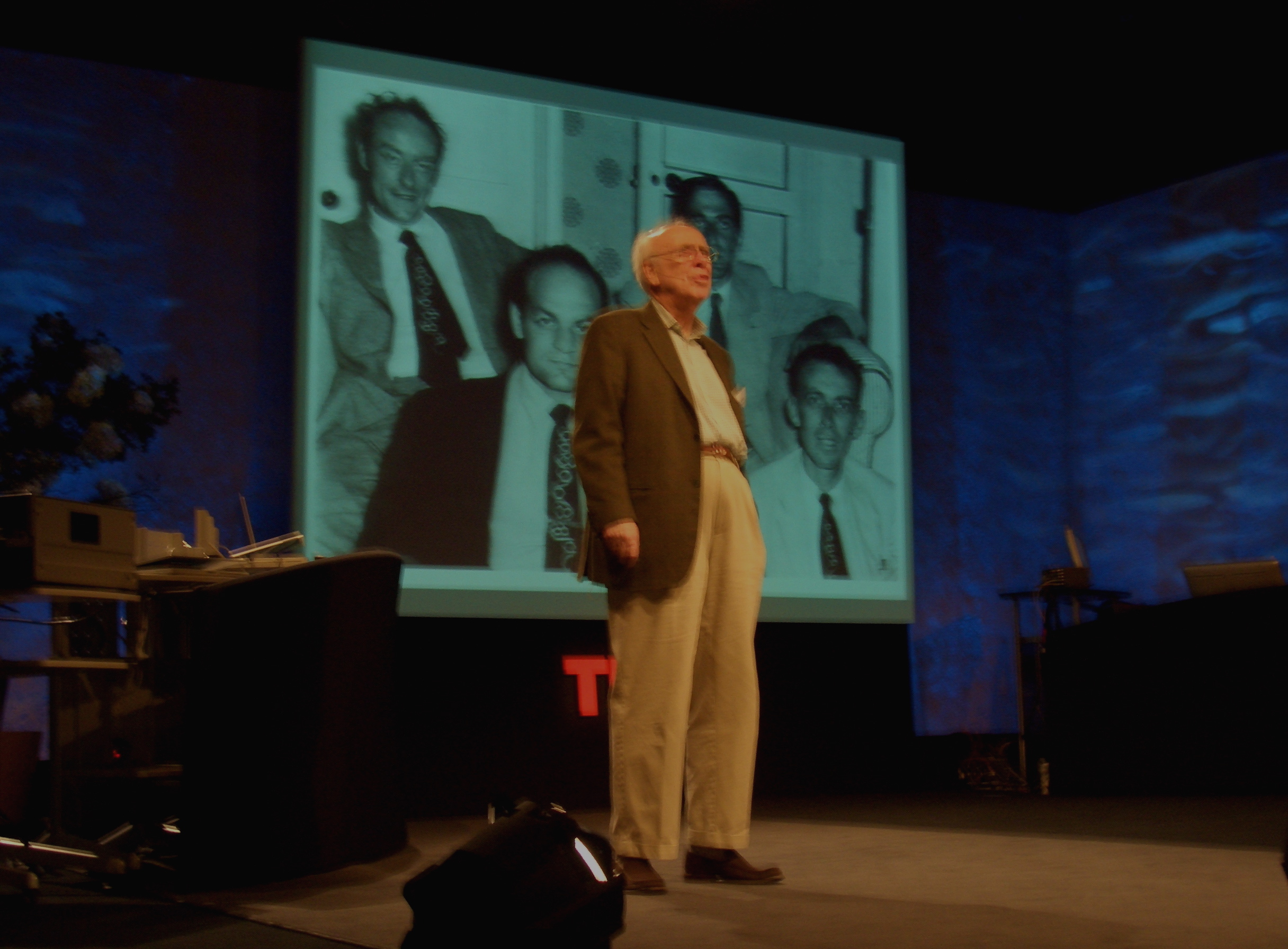
James Dewey Watson à la conférence TED en 2005.

Selon le journal Libération, il aurait déclaré en 1997 à un journal britannique qu'« une femme devrait avoir le droit d'avorter si son enfant a des gènes homosexuels », puis s'était ravisé,.
Le 14 octobre 2007, il tient des propos, jugés racistes, dans les colonnes du journal britannique le Sunday Times. Il y déclare qu’il est « fondamentalement pessimiste quant à l'avenir de l'Afrique » parce que « toutes nos politiques d'aide sont fondées sur le fait que leur intelligence [celles des Africains] est la même que la nôtre [Occidentaux, N.D.L.R.] alors que tous les tests disent que ce n'est pas vraiment le cas » et, poursuivant sur ses propos, il indique que « son espoir est que tous les hommes soient égaux » mais il répond que « les gens qui ont eu affaire à des employés noirs se sont rendu compte que ce n’est pas vrai,. » Le biologiste controversé Steven P. Rose, opposé aux thèses sociobiologistes, a répondu dans The Independent le mercredi suivant que si « Watson connaissait la littérature sur le sujet, il aurait su qu’il est en dehors de sa profondeur scientifique. »

Dans son dernier ouvrage datant de 2007, on retrouve une réponse de James Watson concernant cette polémique : 

« Il n'y a aucune raison de s'attendre à ce que les capacités intellectuelles de peuples séparés géographiquement dans leur évolution aient évolué de manière identique. Notre volonté de distribuer des pouvoirs intellectuels égaux, comme une sorte de dotation universelle, cette volonté ne sera pas suffisante pour qu'il en soit ainsi. »

Durant la même année, il tient aussi des propos controversés du domaine de l'eugénisme, en affirmant que « [si] vous pourriez trouver le gène qui détermine la sexualité et [si] une femme décide qu'elle ne veut pas d'un enfant homosexuel, eh bien, laissez-la faire » et qu'il est pour la possibilité de rendre « toutes les filles jolies » grâce au processus du génie génétique.
À la suite de ses déclarations du 14 octobre 2007, il est suspendu des fonctions qu'il exerçait dans un laboratoire de l'Institut de recherches de Cold Spring Harbor (Long Island), puis mis à la retraite.
À la suite de ces évènements, un débat est né dans Nature au sujet de la véracité des assertions de James D. Watson. D'une part un article du neurobiologiste marxiste Steven P. Rose contredit la thèse de Watson selon laquelle les noirs seraient moins intelligents que les blancs. Le scientifique affirme qu'il est inutile d'étudier conjointement la race et le Q.I car ni le monde scientifique ni la société ne bénéficieraient de telles recherches. Steven P Rose avance trois arguments pour justifier sa thèse. Premièrement, le QI est selon lui un indicateur inapte à mesurer l'intelligence sociale et l'intelligence émotionnelle. De plus, conformément au consensus actuel en génétique des populations, il nie la validité scientifique des races humaines, leur préférant le concept de lignée biogéographique, qui rend possible l'étude de sous-populations pour des caractères phénotypiques et génotypiques précis. Enfin, le neurobiologiste soutient l'idée que de tout temps, les justifications par la science de la prétendue supériorité des classes supérieures sur les classes inférieures, des hommes sur les femmes et des blancs sur les noirs relèvent en réalité de l'idéologie, camouflée en connaissance scientifique.
D'autre part, les psychologues Stephen Ceci et Wendy M. Williams ont défendu l'étude du lien entre race et intelligence. Premièrement, les auteurs mettent en garde contre le fait qu'on pourrait assister à une forme de censure. Affirmer qu'il existe un écart de quotient intellectuel entre des populations et que cet écart est en partie génétique pourrait offenser certains groupes. Ceci résulterait en des pressions sur les universités, ce qui pourrait conduire à la fin de carrières universitaires et au boycott de certaines recherches. Selon les auteurs, il existe un consensus grandissant pour dire que les gènes n'expliqueraient pas les différences d'intelligence entre groupes. Cependant, il demeure que le quotient intellectuel moyen des noirs originaire d'Afrique est inférieur à celui des blancs originaire d'Europe d'environ un écart-type, comme l'a encore confirmé Flynn. Selon les auteurs, les origines de cet écart devraient être sujet à discussion et ceux qui prétendent qu'il y aurait une part génétique ne devraient pas être ostracisés au risque de verser dans une forme de censure et de lyssenkisme.
En 2014, se plaignant d'être devenu un « non-être » depuis un entretien accordé au Sunday Times en 2007, il décide de vendre aux enchères sa médaille Nobel, qui est achetée par Alicher Ousmanov, un des hommes les plus riches de Russie, pour 4,1 millions de dollars. Celui-ci rend la médaille à James Watson en expliquant : « Une situation dans laquelle un scientifique remarquable vend la médaille qui récompense ses réussites est pour moi inacceptable ». Il ajoute espérer que le produit de la vente sera transmis à des instituts de recherche.
Dans un documentaire diffusé le 2 janvier 2019, il tient de nouveau, selon le quotidien Libération, des propos racistes. Il affirme notamment qu’il existe une différence de résultats aux tests de QI entre les blancs et les noirs et que cette différence est génétique. En réaction, le centre de recherche Cold Spring Harbor Laboratory révoque ses titres honorifiques (chancelier émérite, professeur émérite et administrateur honoraire).

## Publication
- La Double Hélice (en), 1968 Le récit personnel de James Watson où il décrit les antagonismes et les coopérations entre chercheurs, comment toutes les fausses pistes sont abandonnées pour trouver enfin une théorie possible. Il[Qui ?] lui est beaucoup reproché, dans ce livre, d'avoir minimisé voire passé sous silence le rôle de Rosalind Franklin dans cette découverte.